# Первая Священная война
Первая Священная война (около 595—583 до н. э.) была вызвана намерением гавани Кирры, расположенной неподалёку от Дельф, взимать пошлины с посещающих Дельфы паломников, что нарушало священные права граждан на свободное посещение святилища. Дельфы были поддержаны Афинами во главе с Солоном, и Священным союзом (Афин, Фессалии и Сикиона) Крисе была объявлена война. Решающую роль в разгроме и разрушении Кирры (591 год до н. э.) сыграли тиран Сикиона Клисфен и возглавивший объединённое войско амфиктионии Эврилох из рода Алевадов, правитель Лариссы и вождь Фессалийского союза. Роль Эврилоха в Дельфах после этого стала столь значительна, что он учредил Пифийские игры. Война окончилась победой над жителями Кирры, бежавшими в горы.
Одну из важных ролей в этой войне сыграл сикионский тиран Клисфен. Он осуществил атаку Крисы с моря как важного порта Дельф. Мотивы участия Клисфена в войне могли быть различными. Одни исследователи полагают, что он, как тиран, мог принять участие в войне и исключительно ради почестей, другие подчёркивают экономические мотивы, так как Криса конкурировала с Сикионом, будучи торговым узлом. Так или иначе, отношения Клисфена с Дельфами были напряжённые, о чём косвенно говорит и факт учреждения им Пифийских игр в Сикионе, что расценивалось как претензия на соперничество с Дельфами.

## Последствия войны

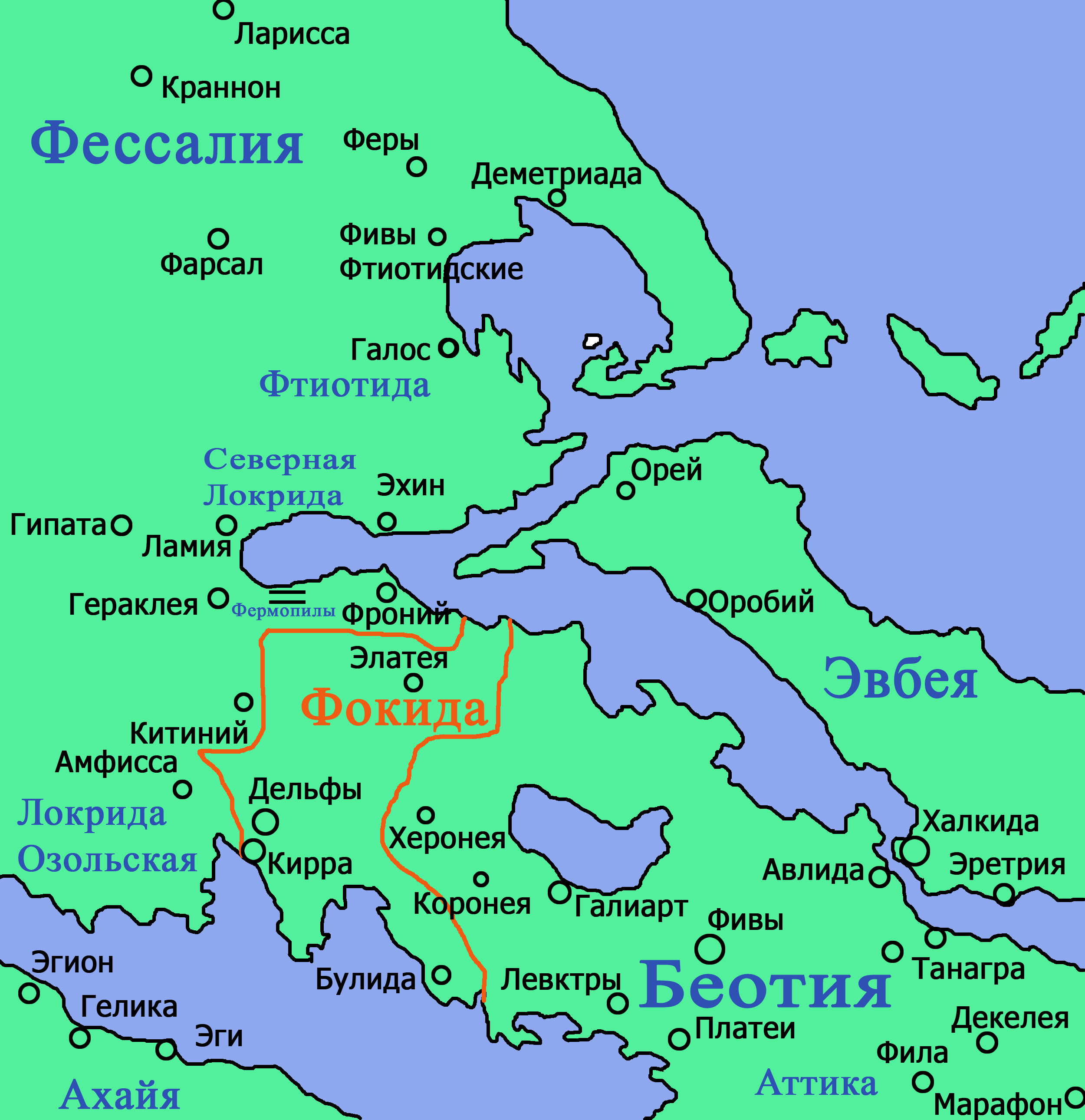
Фокида

После победы Фессалийского союза Криса была полностью разрушена. Кроме того, на её территории было запрещено заниматься земледелием, а её народ был порабощён. Подобные наставления дал, по некоторым сведениям, Дельфийский оракул Еврилоху ещё перед началом войны.
Как отмечают, эта война знаменовала собой поворотный пункт в истории Дельф. Они освободились от давления со стороны Крисы, обрели независимость. Чтобы сохранить её, в дальнейшем Дельфы начали активнее, чем ранее, искать союза со Спартой.
В целом, Дельфы, как важнейшее святилище Древней Греции, значительно укрепили свои позиции после Священной войны. Возросло и их международное значение. В дальнейшем политические противостояния различных полисов в ряде случаев в том числе имели в качестве своей подоплёки борьбу за получение влияния в Дельфах, в которых, в том числе, стали проходить престижные Пифийские игры.

## Сложности в оценке событий
В описаниях этого события присутствует путаница. Страбон, сбитый с толку формой «Кирра», позднейшим вариантом от «Криса» — Κρῖσα > *Κῖρσα (форма, реконструируемая на основе засвидетельствованного прилагательного Κιρσαῖος) > Κιρρα, — подумал, что во время войны осаде подверглись два города. Помимо этого, есть расхождения и относительно того, кто командовал афинским войском. Далеко не все античные историки согласны с тем, что его возглавлял Солон (об этом упоминает, например, Павсаний). Плутарх же, ссылаясь в том числе непосредственно на дельфийские летописи, говорит о том, что афинские войска возглавлял Алкмеон.
Кроме того, существует также проблема возможной неточности и необъективности описания произошедших в ходе этой войны событий, как и её причин, так как все источники, в которых она упоминается, относятся к более позднему времени. Наиболее близкие тексты с упоминанием этого столкновения относятся к IV в. до н. э. и не могут служить источником объективной информации, так как их авторство принадлежит афинским авторам, то есть победившей стороне.